# 丑
丑（うし、ちゅう）は、十二支のひとつ。通常、十二支の順では第2番目に数えられる。
前年は子（ね）、次年は寅（とら）である。

## 概要
- 丑年は、西暦を12で割って5が余る年となる（日本では新暦1月1日に始まるが、中国では旧暦1月1日に始まる）。なお、年を表す時の別名は赤奮若[1]。
- 丑の月は旧暦12月（概ね新暦1月）。
- 丑の刻は午前2時を中心とする約2時間。「丑三」（うしみつ）は、丑の刻を4分し、その第3に相当する時、すなわち、午前2時頃から午前2時30分頃までの、文字通り“真夜中”であり、俗に、草木も眠るとか、家の軒が3寸下るとかいい、魔物が跳梁するのにふさわしい時であると考えられた。もちろん他に「丑一つ」「丑四つ」もある。
- 丑の方は北基準右廻り30°（北東よりやや北、北北東よりやや東、北東微北よりやや北）の方角である。
- 基本性質の五行に関しては諸説があり、古典などでは冬季に属することから水気（土用時は土旺）とされていたり[2]、後世の一部識者などの考察では土気に属する（根拠や裏付けは不明）といった説などが存在している[3][4]。六星占術では丑が欠如している子丑天中殺を「水星人」（水性である子丑が欠けている）として丑の五行を水性扱いとし、未が欠如している午未天中殺を「火星人」（火性である午未が欠けている）として未の五行を火性扱いとしている（天中殺・算命学・殺界・六星占術を参照）。
- 蔵干は本気が己、中気が辛、余気が癸。
- 陰陽は陰である。
- 反対側は、未（ひつじ）。

## 伝承
『漢書』律暦志によると丑は「紐」（ちゅう：「ひも」「からむ」の意味）。芽が種子の中に生じてまだ伸びることができない状態を表しているとされ、指をかぎ型に曲げて糸を撚ったり編んだりする象形ともされる。
後に覚え易くするために動物の牛が割り当てられた。
相場格言に「辰巳天井、午尻下がり、未辛抱、申酉騒ぐ。戌は笑い、亥固まる、子は繁栄、丑はつまずき、寅千里を走り、卯は跳ねる」があり、丑年の相場は俗に一段落するといわれる。

## 丑を含む干支
- 乙丑（1の位が5の年）
- 丁丑（1の位が7の年）
- 己丑（1の位が9の年）
- 辛丑（1の位が1の年）
- 癸丑（1の位が3の年）